# Nicolae Bocșan
Nicolae Bocșan (n. 24 septembrie 1947, Bocșa, județul Caraș-Severin – d. 19 iunie 2016) a fost un istoric român, specializat pe problemele legate de istoria religiei ortodoxe în Banat și Transilvania și rector al Universității Babeș-Bolyai din Cluj-Napoca. 

## Viața și activitatea
Nicolae Bocșan s-a născut la Bocșa, urmând Facultatea de Istorie din cadrul Universității Babeș-Bolyai din Cluj-Napoca. A activat ulterior în calitate de cadru didactic universitar la aceeași Facultate. A avut preocupări de bibliografie istorică și de istoria Banatului în secolul luminilor, iar după 1990 a inițiat cercetarea extensivă a istoriei bisericilor românești din Transilvania și Banat în perioada modernă.
În perioada 2004-2008 a fost rector al Universității Babeș-Bolyai.

## Opera
- „Istoria regională între anii 1970-1995. Cazul Transilvaniei și al Banatului”. În: Transilvanica, 1, nr. 1, 1999, p. 7-41. (În colaborare cu: Stelian Mândruț).
- „The “Babeș-Bolyai” University (1959-1999)”. În: University and Society. A History of Cluj Higher Education in the 20-th Century. Editor Vasile Pușcaș. Cluj-Napoca, Presa Universitară Clujeană, 1999, p. 312-329.
- „From the “King Ferdinand I” University to the “Babeș” University (1945-1959)”. În: University and Society. A History of Cluj Higher Education in the 20-th Century. Editor Vasile Pușcaș. Cluj-Napoca, Presa Universitară Clujeană, 1999, p. 299-302.
- „Cuvânt de închidere a lucrărilor colocviului”. În: 300 de ani de la Unirea Bisericii românești din Transilvania cu Biserica Romei. Coordonatori Gheorghe Gorun, Ovidiu Horea Pop. Cluj- Napoca, Presa Universitară Clujeană, 2000, p. 333-334.
- „Revoluția de la 1848-1849 în Europa Centrală. Perspectivă istorică și istoriografică.” Coordonatori Nicolae Bocșan, Camil Mureșanu, Ioan Bolovan. Cluj-Napoca, Presa Universitară Clujeană, 2000.
- „Prelați români la Conciliul Ecumenic Vatican I (1869-1870)”. În: Istoria ca experiență intelectuală. Editori Corneliu Crăciun, Antonio Faur. Oradea, Editura Universității, 2001, p. 249-268. [În colaborare cu: Ion Cârja].
- În periodice 85. Anuichi, Silviu. „Relații bisericești româno-sârbe în secolele al XVII-lea și al XVIII-lea. Teză de doctorat”, București, Editura Institutului Biblic și de Misiune Ortodoxă, 1980, 192 p.
- Platon, Gheorghe. „Geneza revoluției române de la 1848”, Iași, Junimea, 1980, 303 p.
- „Contribuția Preparandiei din Arad la mișcarea națională din părțile vestice în anii 1815-1817”. În: Satu Mare. Studii și comunicări, 4, 1980, p. 183-196. [În colaborare cu: Ladislau Gyémánt, Viorel Faur].